# Franz Adolf Namszanowski
Franz Adolf Namszanowski (né le 12 août 1820 à Dantzig, mort le 22 mars 1900 à Frauenburg) est évêque catholique de l'armée prussienne et de la Deutsches Heer de 1868 à 1873.

## Biographie
Namszanowski grandit dans des circonstances modestes, mais il peut étudier dans l'Ermeland avec l'aide d'un oncle. Après l'Abitur au gymnasium de Culm, il étudie la philosophie et la théologie à Breslau puis va en 1844 au lycée Hosianum de Braunsberg.
Deux ans plus tard, il est ordonné prêtre dans la cathédrale de Frauenburg puis est aumônier à Altmark, Berungen et Bischofsburg, puis devient curé de Grieslinen et professeur de religion au gymnasium de Hohenstein. Pendant un temps, il travaille à Groß-Ramsen et est en 1861 prévôt de Königsberg pour sept ans. En 1866, le roi Guillaume de Prusse le nomme évêque militaire. Sa nomination n'intervient cependant qu'après la création officielle du pape d'un titre d'évêque catholique de l'armée prussienne par une brève (de) le 22 mai 1868.
Le 18 juillet 1868 le pape Pie IX le nomme évêque titulaire d'Agathopolis (de). Le 11 octobre 1868, sa consécration a lieu dans la cathédrale de Frauenburg par le cardinal archevêque Philipp Krementz, alors évêque d'Ermeland. Le 1er novembre, l'inauguration solennelle et l'intronisation ont lieu dans l'église de garnison Saint-Michel de Berlin. Pendant la guerre franco-allemande de 1870, Mgr Namszanowski est à la tête de l'aumônerie militaire et célèbre le jubilé papal le 16 juin 1871 dans la cathédrale Sainte-Edwige de Berlin. Les différends avec l'autorité militaire en matière religieuse et son entêtement amènent en 1872 à son licenciement. Même avant que le verdict disciplinaire soit prononcé, tous les insignes épiscopaux sont enlevés au dignitaire. Namszanowski ne fait plus d'apparition en public après cette mesure. Avant de mourir en mars 1900, il est chanoine de la cathédrale de Frauenburg.